# 에우도키아 마크렌보리티사

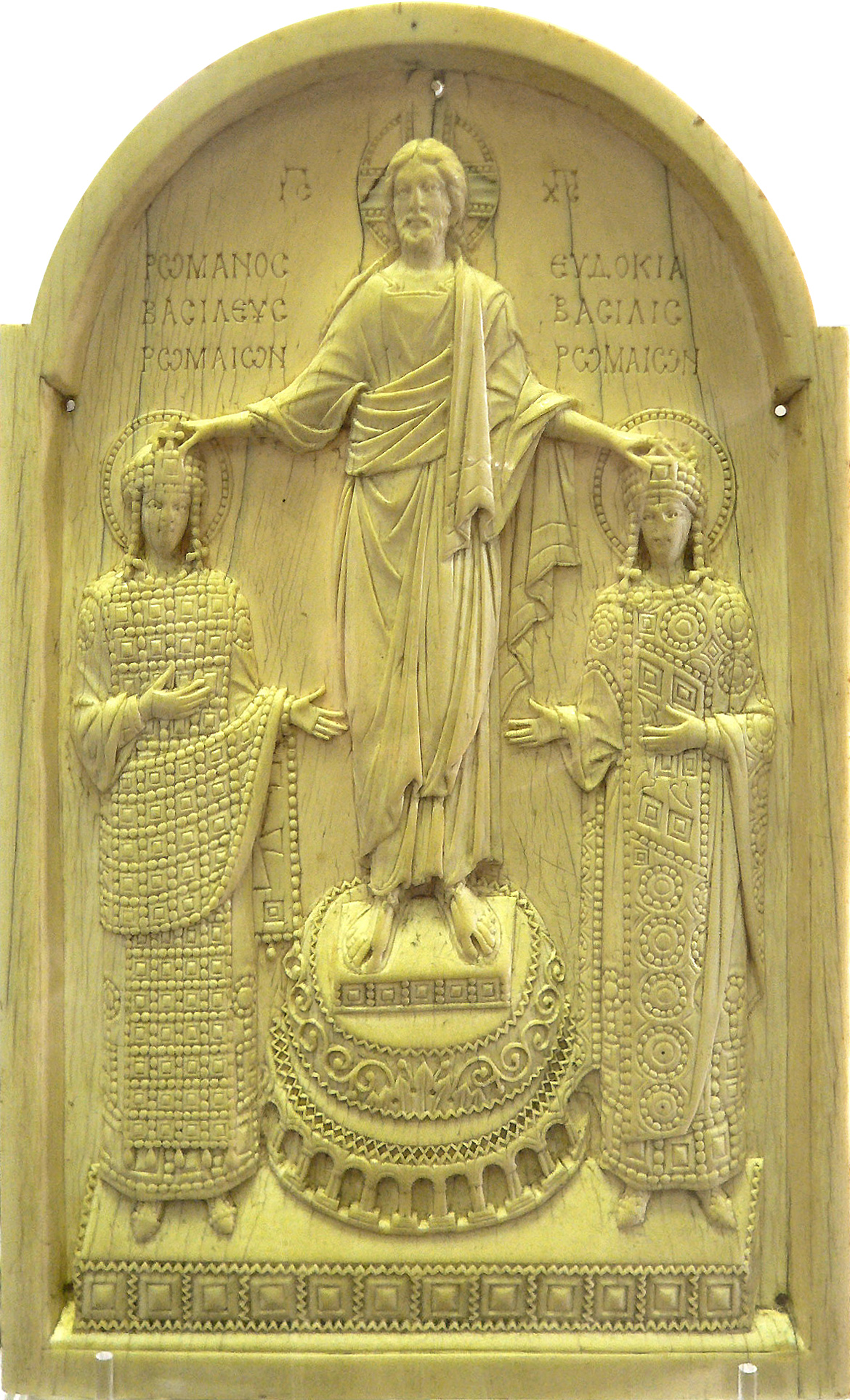
로마누스 4세와 에우도키아

에우도키아 마크렌보리티사(그리스어: Ευδοκία Μακρεμβολίτισσα), (1021년–1096년)는 비잔티움 제국의 황제 콘스탄티누스 10세 황후였으며, 콘스탄티누스가 죽자 로마누스 4세와 결혼하여 로마누스가 황제가 되었다. 콘스탄티노폴리스 총대주교 미카일 케룰라리오스의 조카이기도 하다.
에우도키아는 1050년경 콘스탄티누스가 황제가 되기 전에 결혼했다. 1059년 콘스탄티누스가 황제가 되자 황후가 되었다. 콘스탄티누스는 1067년 죽었는데 당시 유언으로 에우도키아에게 재혼하지 말 것을 서약하게 했다. 그녀는 어린 아들 미카일을 대신해 통치했다. 당시 셀주크 투르크의 침략으로 비잔티움 제국에는 강력한 황제가 필요했기 때문에 그녀는 콘스탄티누스와의 서약을 깨고 1068년 1월 1일 로마누스 디오게네스와 재혼하여 로마누스가 황제가 되었다.
새 남편 로마누스는 그녀와 그녀의 배경인 문민관료계층을 배제하고 군대를 강화시켰다. 그러나 1071년 셀주크군과 만지케르트 전투에서 비잔티움군이 대패하고 로마누스는 셀주크 술탄 알프 아르슬란의 포로가 되었다. 만지케르트에서 황제의 생사가 알 수 없는 상태에서 콘스탄티노폴리스에서는 쿠테타가 일어나 에우도키아는 황후의 지위에서 폐위되고 강제로 삭발되어 수도원으로 유배되었다.
1078년 미카일 7세가 니케포루스 3세에게 폐위되고 니케포루스는 에우도키아와 결혼하려 했는데 요한네스 두카스의 반대로 이 계획은 성사되지 않았다. 에우도키아는 1096년 수녀원에서 죽었다.